# Amastus formosana
Amastus formosana là một loài bướm đêm thuộc phân họ Arctiinae, họ Erebidae.